# ギフトピア
『ギフトピア』（GiFTPiA）は、2003年4月25日に任天堂より発売されたニンテンドー ゲームキューブ用ロールプレイングゲーム。
タイトルは、「ギフト」と「ユートピア」をあわせた造語である。

## 概要
南の島「ナナシ島」に住む少年ポックルが、大人になるための方法を探すRPG。「500万マネ（通貨単位）を集めて大人式を行う」、「ナナシ島の住民の願いを叶える」など大人になる方法は複数用意されており、プレーヤーの選択により展開や結末が変化する。
ラブデリック（代表作は『moon』）から独立したゲーム制作会社・スキップの第1作であり、任天堂のベンチャービジネス支援制度の第1号適用案件となった。「RPGだが戦闘は行わない」「ゲーム内時間があり、その時間に沿ってキャラクターが行動する」「架空の言語を喋る」など、ラブデリック系と呼ばれる作品に共通する特徴を有する。
ジャンルは「オルタナティブRPG」とされた。これは『ドラゴンクエスト』シリーズなどの「王道」RPGと異なり、武器も戦闘もない作品であることから、制作者が考えだしたものである。
キャラクターはトゥーンレンダリングで描かれている。また、オープニングは藤城清治の影絵作品を参考に制作された。
初回特典は「花札ストラップ」。週刊ファミ通（2003年5月2日号）新作ゲームクロスレビューにてゴールド殿堂入り（スコア：34/40）。なお、E3 2003（2003年5月14 - 16日、ロサンゼルス・コンベンションセンターにて開催）に出展されたものの、結局海外展開は行われなかった。

## ストーリー
ナナシ島では「大人式」という大人になるための伝統儀式が行われていた。
季節外れの台風にもかかわらず、ポックルの大人式のために住民たちは準備をしていた。
しかし、ポックルはこの大事な儀式に寝坊してしまう。慌てて飛び起き会場に向かうも、待ちくたびれた住民たちは皆帰ってしまい、メイヤーに「反逆罪であーる！」と牢屋に入れられてしまう。
ポックルは、再オトナ式を行うための費用500万マネを用意することを村長のメイヤーと約束し、牢屋を出る。

## 登場人物
ポックル （Pokkle）
本作の主人公。オトナ式を寝坊し、再度大人式を行うため500万マネを集めることになった少年。寝坊したりとバカなところもあるが、選択肢によっては賢いところもある。
キャッピー （Kyappy）
ポックルのガールフレンド。メイヤーの娘。優しく思いやりがあるが、平手打ちを食らわすなど気の強いところもある。オトナ式には出席済み。
ゲーム中盤、母親の形見である宝石をメイヤーが勝手に売り払ったことに気付き激昂して家出してしまう（しかし実際は屋敷の階段下に閉じこもっていた）。しかし、ポックルが宝石を取り返したことで和解する。
エンディングではポックルと一緒にシマウラへ行く描写がある。
メイヤー （Mayer）
ナナシ島の村長。資金難と人口不足が原因で、役場で働く唯一の職員となっている。シマソトに留学した際に妻のカレンと結婚、ナナシ島に戻り一児をもうける。現在は妻に先立たれキャッピーと2人で暮らしている。
村の発展に尽くす村長だが、過去に遊泳禁止区域で泳いでいた妻のカレンが水死する事故があり、そのせいで規則違反には非常に厳しいところがある。カツラを被っている疑惑があり、そのことを指摘したジギーを侮辱罪で牢屋に放り込むという過激な面もある。
なお、亡くなった妻･カレンは、スキップの第2作『ちびロボ!』の登場人物であるママ（ヘレン･サンダースン）の友人だったという設定がある。
マッポ （Mappo）
エジンソに作られた警官ロボット。型式はC-001型で、島にいるロボットの中では最も古いタイプ。島が財政難で警官を雇えなかったため派遣された。青い塗装が施されている。メイヤーの補佐も行っている。
旧式のロボットでたまにおかしなことを言うが、とても真面目な性格で、主人公が規則に違反すると頭の赤色灯を点けサイレンを鳴らしながら駆けつける。旧式で低性能なため、セリフは全てカタカナで表記される（ただし「で」のみ「出」で表記）。理由は不明だがエジンソを恐れており、ゲーム序盤にメイヤーから助成金を渡すよう頼まれるも研究所に入れず、ポックルに代役を頼む場面も。
最後のイベントでは自分のバッテリーを犠牲にして壊れたガレリオを修理させ、果てる。なお、機体はタオに回収されており、スタッフロールの挿絵では犬型ロボットに改造されているイラストが写る。
後に『キャプテン★レインボー』にも登場している。
タオ （Tao）
ポックルの飼い犬。マッポと仲がよく、ストーリー終盤ではチャンの視察団の警護にあたるマッポに代わり、役場の警備を務めることになる場面も。エサをあげると散歩に出かけた際おしっこをするが、その場所には「みずいろキノコ」という高価なキノコが生える（ある程度進めると出現しなくなる）。パーターにも懐いており、エサをあげない日が続くと彼の家に家出する。
もとは『moon』に登場したキャラクターで、後に『ちびロボ!』や『キャプテン★レインボー』にも登場している。
パーター （Parter）
ポックルの友達。山の中腹で放牧をして暮らしている。ヤギに対する執着は凄まじく、島民にも気味悪がられている。普段はヤギの放牧場で寝ており、ほとんどタウンには降りてこない。天然な性格。
ヤギ小屋のそばにはベッドがある小屋があるが、鍵を失くしてしまい入ることができない（ストーリー序盤に起きる1回目の地震で開く）ためそこでは寝ておらず、ヤギ小屋の中でヤギと一緒に寝ている。
ユキオ （Yukio）
パーターに飼われている雄ヤギ。ゲーム中盤で行方不明になるが、実際はボケたバーヤに連れ去られていただけだった。
終盤には雌ヤギの「ジュンコ」との間に子供が生まれる。子ヤギの名前は「英雄（ひでお）」。
アン （Anne）
女優の卵で島のアイドル。演技力はあるが、田舎のナナシ島では女優の仕事はなく、ポックルの紹介でエプロンの店でアルバイトし、生計を立てている。
後に島を訪れたチャンに気にいられようと活動し、テンジンランドのコンパニオンとして雇われる。
ピービー （Peevee）
身体は男、心は女性といういわゆるトランスジェンダー。夜だけ開くバー「オスメス」を経営する。住民は飲み屋のような感覚で利用している。アンとは犬猿の仲。
カエルが大好きで、役場にあるバイトでカエルを5匹集めると店でカエルレースというギャンブルができる。また以降もカエルの回収を行うことができ、100匹全て集めると貴重なアイテムをくれる。
ゲーム終盤、チャンのSPであるSP1と出会い、自分の理想の彼氏像（本人曰く「コーヒー牛乳をロックで一気飲みする人」）にぴったりであったために恋に落ちる。その後、店の前で花占いをしていた際に告白され、ナナシ島公認のカップルとなる。
キング （King）
シマソトからやってきた自称・釣りの王様。しかし、魚を釣ったところを見た人はおらず、その事をマッポやエジンソに馬鹿にされるシーンがある。父は釣りが上手いことで有名だった。
ポックルのムショ仲間（釣り禁止区域で釣りをしていたため）で、牢屋を出る際に「おもちゃの釣り竿」をくれる（出所後に話しかけると釣りの方法を教えてくれる）。ポックルの出所後間もなく釈放され、噴水で釣りをしていたが噴水が釣り禁止区域に指定されたためひょうたん池に釣り場を移す。
ゲーム中2度地球を釣る（=地震を起こす）。ただし本人は地震が嫌い。一度目の地震が起きた際はしばらく行方不明になるも、ある程度ストーリーを進めるとオニギリ川でテントを張って再び釣りを行っている。
二度目の地震の際も逃げようとするが、落石でテントを潰されて無一文になった上、逃げる途中で釣竿まで落としてしまい意気消沈して広場の噴水でふて寝していたが、ポックルに伝説の釣竿と未開の釣り場であるヨノハテ地底湖を紹介してもらい、そこで伝説の魚を釣り上げる（その後話しかけると「釣り師は卒業した」として伝説の釣り竿をくれる）。
エプロン （Apron）
自宅の1階で小さなレストランを経営している女性。料理の腕は一流だが、夫・マドロスを失った悲しみから店を開く気力をなくしている。若い頃は痩せていたが、夫の弁当の味見と甘い物の食べ過ぎで現在の体型になってしまった。
ゲーム開始直後はキッチンを営業していないが、ストーリー序盤でキッチンを再開することを決意し、ポックルにウエイトレスを探すよう依頼する。営業を再開させると以降は食事が可能になる。ちなみに店の食材は全てオーガニックで採れたて新鮮、栄養価抜群とのこと（実際回復量は店売りの食料品よりはるかに高い）。
エンシーノの秘密を知っている人物。
マドロス
船乗り。エプロンの夫。海難事故でこの世を去るが、長い年月をかけてナナシ島へと帰ってきた。幽霊となっており、自分が死んでいる事に気づいていないが、周りは絶対にそれを口にしない。ゲーム中盤で登場する。
エプロンと再会し幸せな生活を送るが、バーヤのふとした一言で自分が死んだと言うことを知ってしまい、消える間際にポックルに最後の願いである灯台の修理を頼む。灯台を修理するとポックルに礼を言いつつ成仏する。
ルミコ （Rumiko）
ナナシマートというコンビニエンスストアを経営している女性。チビタの母、バーヤの娘。気が強く少し口が悪いが、しっかりしている。
メットと離婚後チビタを女手ひとつで育てている。メットとは仲が悪そうに見えるが、牢屋に入れられたメットに差し入れを持っていこうとするなど心配もしている様子。
チビタ （Chibita）
ルミコとメットの息子。生意気なところがある。見た目や精神年齢はまだ子供だが、オトナ式に出たため一応大人である。
メットのことを「知らないおじさん」と言うが、実際はとうの昔に父親だと気づいていた。
メット （Met）
島唯一の土木作業員で、島の建設業を一手に担う。ギャンブル好きが原因で借金を作ってしまい、それが原因となりルミコと離婚するが、息子のチビタにサッカーボールをあげるなど父親らしいことをしてはルミコに叱られている。いびきは騒音問題になるくらいうるさい。
ストーリー序盤でマッポに対する公務執行妨害（実際は振り返った際にマッポが転倒しただけ）により投獄されてしまうが、ストーリー中盤に釈放される（なお、積み立てによる島の復興工事はメットが投獄されていても勝手に進む）。
グランバーヤ （Grandbaya）
ホテルを経営しながら占い屋を営むお婆さん。通称バーヤ。ルミコの母、チビタの祖母。老化に伴い記憶力低下を起こし、人に迷惑をかけているのではないかと一時期落ち込む。ルミコの心配の種だが、大切な母である。遠い昔、ジギーと付き合っていた。年齢は推定120～150歳とされている。
DEEJ
島唯一の放送局「ナナシFM」の人気DJ。昼夜2回の放送を行う。家でも音楽ばかり聞いている。放送局と自宅の往復しかしておらず、あまりストーリーには絡まない。語尾は「YO」や「NE」。
ストーリー終盤に地震速報の連絡に失敗してしまい落ち込むが、デイブの依頼を受けたポックルに温泉に連れて行ってもらったことでやる気を取り戻す。
デイブ
エジンソが作ったロボット。DEEJと共にナナシFMで仕事をしている。塗装はオレンジ色とクリーム色で、他のタイプとは違いヘッドホンを装着している。典型的なチャラ男で、「パツキン」「ジャーマネ」などの業界用語をよく使う。選民意識を持っており、自分より旧型のマッポに対しては強く出る。
DEEJに好意を持っている節があり、終盤でDEEJが地震報告のミスをした際はDEEJ以上に落ち込み、ポックルにDEEJを温泉に連れて行くよう頼む。
ジギー
悟りを開いた仙人。エジンソの兄。島の少し高いところに住んでおり、めったに低い方には降りてこない。普段住民とは口をきかないが、好物の冷凍キノコを貰ったことをきっかけにポックルと話をするようになり、「願いを叶える」ことについて詳しく教えてくれる。メイヤーとは犬猿の仲で、「マネに魂を吸い取られている」とまで評している。
序盤でニワトリにされてしまうが、中盤に元に戻ることになる。
エジンソ （Ejinso）
島の天才科学者もといマッドサイエンティスト。ジギーの弟。幼少時のIQテストでK点越えを果たしたほどの頭脳の持ち主だが、色白で虚弱体質。聞かん坊だった兄にコンプレックスを抱いている。
島に地震が多発し、地震を予知する機械を作ろうとしていたが資金不足で助成金を打ち切られ作れずにいたところ、メイヤーが形見の宝石を売って用意した金をポックルに渡され、地震予知計を制作する。
チャンが島を訪れた際、新作ロボットのノヴァを製作、それを紹介することで資金援助を取りつけることに成功する。しかし、その後テンジンの活躍を見たチャンが心変わりし、エジンソではなくテンジンに投資することに決めて激昂、研究所の奥に閉じこもる。
最後のイベントにて、自身が開発したメカテンジンを駆り、プレオープニングセレモニーに姿を見せる。だが、ジギーのふとした一言でメカテンジンは暴走してしまう。
スタッフロールの挿絵では研究所の前にある花壇を手入れしている姿が移っている。
ガレリオ
エジンソがマッポの次に作った第2世代型ロボット。白の塗装が施されている。マッポよりも言語機能が強化されており、セリフがカタカナではなくなっている。主にエジンソを補佐している。島のロボットでは唯一睡眠を取る。
資金不足のエジンソに「エジポン」というこのゲームのキャラクターのフィギュアが出てくる機械の設置を勧め、エジンソは渋々設置。しかし、のちにエジンソも好印象を持つようになる。
最後のイベントではメカテンジンに命令電波を飛ばす役割を行っていたが、2回目の電波を送った際にバッテリーがイカレてしまう。マッポのバッテリーを使うことで復活し、溶岩を止めさせようとするが、メカテンジンはあえなく溶かされてしまう。
茶娘 （Cha-musume）
エジンソが作った売り子ロボット。ガレリオと同じ第二世代型で、山の峠の茶屋で店番をしている。ロボットの中では紅一点だが、性格を設定したエジンソのせいで女らしさには欠ける。バックや靴に「キノコ染め」をしてくれる。
ネガイが存在せず、ストーリーには一切絡まない脇役だが、マッポ2号復活後には物語が進展する。
マッポ2号
ある程度ストーリーが進むと登場する。エジンソが作ったロボットで、マッポと同型。用もなくうろつくために電池の消耗が激しかったため、屋上で停止状態になっていた。
マッポとは対照的な性格でかなり不真面目。警備の仕事を手伝わせるために再起動させられるが即座に逃亡。仕事をサボって茶娘をナンパするがフラれる。だが、のちに茶娘と結ばれる。
チャン
ストーリー終盤で島を訪れる大金持ち。フルネームは「コマッタ・チャン」。娯楽企業「デズネー・カンパニー」の理事長で、世界第五位の資産家。マドロスの依頼を受けたポックルが灯台を復旧したことをきっかけに島を訪れた。
ナナシ島の観光資源に目をつけて島の視察を行い、当初はエジンソの研究に資金援助を行うことを決めるも、最終的にはテンジンに投資を行うことを決定する。その際にポックルからテンジンを500万マネで買い取りを図る（ここで売却すると即座にエンディングとなる）他、ポックルを騙してマーチャンダイジングの権利を奪おうとする（権利譲渡の契約を迫る）など商才に秀でている。
SP1
チャンを護衛するSPの片割れ。サングラスにスーツ姿が特徴的。ただし正式なSPの訓練は受けていない。島を訪れた直後、バーを訪れた際にピービーと恋に落ち、以降は毎晩バーを訪れるようになる。
SP2
チャンを護衛するSPの片割れ。外見や声はSP1と全く同じで判別不可能。こちらは正式なSPの訓練を受けている。SP1と違い個人的なエピソードは一切存在しない。
ノヴァ
終盤までストーリーが進むと登場する。エジンソが作ったロボットで、E-345型のプロトタイプ。正式名称は「スーパーノヴァ」で、塗装は金色。今までのロボットの約半分のエネルギーで動き、出力は100馬力。
エジンソは補佐役をガレリオからノヴァに替える気でいたが、ノヴァは賢すぎてエジンソの言う事を聞かずいつも一人で行動している。登場直後は研究所にいるが、以降は研究所前とメイヤー邸を高速移動で往復するのみ。ネガイは存在せず、登場シーン以外でストーリーには絡まない。
物を見せるとほかのキャラクター以上に詳しい解説を行うのが特徴。
エンシーノ
チョモラン山の雪男とされているが、実際は着ぐるみを着た男。ヤギアレルギー。
ストーリー終盤に騒音被害に悩まされ麓に下りてくるが、それ以外ではほとんど下りてくることがない（ノヴァに写真を見せても「知らない」と答えられる）。

## システム
主人公ポックルにはハラヘリ（腹減り）というパラメータがあり、ネムケ（眠気）というパラメータもある。加えて「手に持ったものを人に見せる」という本作における最重要要素も存在する。
ハラヘリ
ハラヘリは画面右上のハートで表示される。単位は「カロリ」で、ハート一つごとに200カロリ。食料品を摂取することで回復する。歩くだけで勝手にお腹が減っていき、腹が減るほど移動速度が低下、0になるとポックルが餓死してゲームオーバーになってしまう（本作ではこれが唯一のゲームオーバー条件）。ただし食料は豊富に入手でき持ち運びも可能な上、極端にハラヘリが進行すると移動すら困難になるほど移動速度が低下するため、よほどの不注意でもない限り餓死はしない。
食べ物は島に生えているパイナップルやナナシイモ、ヤシの実を採ったり、店や自販機で販売されているコークやハンバーガー等を購入したりして入手することができる。食品ごとに回復量が異なり、回復量が高いものほど入手しにくい傾向にある。ただし自然食品には腐敗の概念も存在し、腐敗した食料を食べると本来の回復量分ハラヘリが進行してしまう（店や自販機で買える加工食品は防腐剤が使用されているので腐敗せず、冷凍キノコやたまごなど腐らない食品もある）。
イベントをクリアするなどして手に入るハートを食べることによって最大値が増え、最大でハート10個になる。なお、ハートを取った時には『ゼルダの伝説』シリーズでおなじみの音が鳴る。
ネムケ
ゲーム中は時間が流れており、時間によって会える人や行くことのできる場所は変化する。その場で停止すると画面左上に時計が表示されるため、どこでも時間を確認可能。
ポックルは活動できる時間が決まっており、残り2時間までタイムリミットが近づくと「ネムイ精霊」が出現する。限界まで眠くなる前に家のベッドで眠らなければネムイ精霊に捕まってその場で寝てしまい、所持金が半分になる上消費アイテムの大半を失ってしまう（この時奪われた金は各地の調べられるものを調べた際に取り返せることがある）。
初期状態（レベル1「おこちゃま」）のポックルは夕方5時までしか起きられないが、ネガイを叶えてある程度ストーリーを進めるごとにレベルが上がっていき、それに応じて起きられる時間が増えていく。成長したポックルは夜遅くまで起きていられるようになり、また遠くまで行けるようになる。最終的（レベル10「いっちょまえ」）にはタイムリミットが明後日の夜0時となり、丸二日起きていられるようになる。
物を人に見せる
ウエストバッグにしまったアイテムは取り出して手に持つことができ、手に持った状態で住人に話しかけると様々な反応が返ってくる。住民のネガイを吸い取る際にも「からのネガイ玉」を見せることになる。
本作を進める上での必須操作であり、作中のヒントつぼでも非常に重要な要素として紹介される。
なお、バッグに収納できるアイテム数は256個までとなっている。
島には複数の「規則」が存在し、それに違反すると1万マネの罰金を課せられ、払うまでは足枷を付けられて囚人服で過ごさなければならない。
取扱説明書は「ナナシ島 観光案内」に半分以上のページが割かれ、観光の案内をしつつゲームの説明をする形式となっている。

### 用語
シマソト
「島の外」。ナナシ島でないところ全てをこう言う。
シマウラ
文字通り島の裏側。恋人達がデートする場所として有名で、大人しか入れない。ポックルは大人になったらキャッピーを連れていく約束をしている。

## ナナシ島紹介
この項では、島の施設を紹介する。
ポックルの家
島の中心付近にある、主人公の家。中にはベッド、テレビ、棚、チェスト、冷蔵庫と様々な家具が揃っており、棚にはフィギュアを飾れる他、チェストにはヘソクリをすることができる。家の前にはタオの小屋もある。
テンジンジャ
ポックルの家の裏にあるさびれた神社。鳥居の奥には古びた像とお供え箱がある。古びた像は「カナエ玉」を奉納する場所で、光りだしたカナエ玉を奉納するとレベルアップできる。お供え箱はアイテムをお供えすると付近の小さな像が光っていき、全ての像を光らせると「からのネガイ玉」が手に入る。また終盤になるとネガイで満ちた玉を奉納することでテンジンにネガイを処理してもらえるようになる（ただしデメリットとして、島の作物が一定時間消滅してしまう）。
ジギーの家
ポックルの家から北に進んだところにある小屋。中にある道具はランプ、鍋、バックパックと必要最小限のものしかないが、奥には変な銅像が置いてある。
噴水広場
島の南に広がる歓楽区で、ステージもある。中央には役場、西にはメイヤーの屋敷、東にはナナシマートがある。中央にある噴水では釣りが可能（ゲーム最序盤の一定期間のみ釣り禁止地域に指定される）だが、デメダカなど安い魚しか釣れない。南に進むとビーチがあるが開始直後は整備中で入れず、1万マネ積み立てないと進めない。
役場
タウンにある役場。1階は掲示板があるほか、自動販売機やベンチが置いてある広間で、ピービーは昼間ここで涼んでいる。2階は村長室で、メイヤーはそこで仕事をしている（なお、財政難のため役場の職員はメイヤーのみ）。3階には資料室があり、魚や植物についての情報を知ることができるが、走ると規則違反となるため注意が必要。屋上には望遠鏡やゾウさんロデオがある他、機能停止したマッポ2号が置いてある。地下は留置所で、冒頭でポックルはここで目を覚ます。
メイヤー邸
タウンの西にある大きな邸宅。入口の前にはイルカの噴水がある。1階は食堂があり、2階にキャッピーとメイヤーの部屋がある。邸宅の西にはカレンが耕していた畑があり、50万マネ積み立てると貰うことができる。
畑
メイヤー邸の西にある畑。この畑では作物を植えて水を与え育てることでその作物を増やす事が出来る（ドコノワカメやたまごなど増やせない物もある）。なお、ナナシ島の作物は海水を与えても育つ。
ナナシマート
タウンの東にある、ルミコの店。営業時間は午前7時から午後11時まで。食料品や雑貨を取り扱っており、不要なアイテムの買い取りも行ってくれる。10万マネ積立達成で宝くじの販売も開始する。店の裏には倉庫があるが、特定のイベント時にしか入れない。
食堂キッチン
タウンの東に抜けてすぐの場所にある、エプロンの食堂。ある程度ゲームを進めると営業を再開する。営業時間は午前11時から午後3時までがランチタイム、午後5時から9時までがディナータイム。店では複数のメニューを扱っており、食材はすべてオーガニック。2階はエプロンの寝室で、マドロスの遺影がある。店の奥は料理に使うナナシイモを栽培している畑で、マドロスの墓もここにある。
バー オスメス
キッチンよりさらに東に行ったところにある、ピービーの経営するバー。営業時間は午後8時から午前5時まで。夜間に開くため、ある程度ポックルのレベルが上がらないと入れない。店内では飲み物が飲めるが、酒を飲むと規則違反になる。また、カエルレースというギャンブルができる。常連客はルミコだけだが、後半になるとSP1も常連になる。
ナナシホテル
バーの横にある島唯一のホテル。ゲーム中では3階までしか入れない。1階の受付にはバーヤがおり、占いを行ってくれる。2階は家族の部屋で、3階は客室。
ナナシ灯台
島の南東に位置する灯台。マドロスが出現する時期はこの付近に出現し、毎夜エプロンがここに会いに来る。灯台は機能停止状態で、終盤にマドロスのネガイで修理のため訪れることになる。
ビーチ
島の南に広がる海岸。東にはナナシFMがあり、DEEJが朝と夜の2回、放送を行っている。デイブも基本的にこの近辺にいる。西にはアンとDEEJの家、水汲み場がある他、さんまや本マグロなどが釣れる太東洋の釣り場がある。
ひょうたん池
ポックルの家のすぐ横にある池。「おこちゃま」の一人歩きが禁止されており、少しゲームを進めないと入れない。元々は公園を作る予定だったが、予算不足で柵だけ作って放置されている。釣りができる場所で、ナナシナマズなど噴水よりもいい魚が釣れる。
エジンソ研究所
日夜研究に励んでいるエジンソの研究所。ある程度ゲームを進めると自由に入れるようになる。ガレリオのイベントを進めると入口横にエジポンが設置される。
パーターの家
島の中央付近にあるパーターの家。ヤギ小屋のそばにあるが、鍵を失くして入れないためパーターはヤギ小屋で寝ている。家の北には放牧地があり、パーターは日中、そこでヤギを放牧している。
メットの家
島の東にあるメットのプレハブ小屋。メットのネガイで訪れることになる。メットが釈放された後に会いにいくとチンチロで遊べる。小屋の周辺はキノコが多数生えている。
ナナシ大橋
峠茶屋やチョモラン山へ行ける大きな橋。ゲーム開始時は大きく損傷しており渡れないが、10万マネ積立達成で整備が開始され通行可能になる。かなり大回りになるがオニギリの滝を経由する回り道があるので、修理しなくてもゲームクリアは可能。
オニギリ川
峠茶屋の付近を流れる川で、釣り場がある。キングも中盤以降はここで釣りをする。釣れる時間が限られるがとても高値で売れる雨ふりマス、はよイワナが釣れるため金策に向いているポイント。
オニギリの滝
ナナシ大橋のそばにある回り道を進むとたどり着く。滝には釣り場があり、ニゲカワやナナシハゼといったそれなりの値段の魚が釣れる。また近辺には水色キノコが3つ同時に生えるポイントがある。
峠茶屋
ナナシ大橋を超えた先にある店。24時間営業。茶娘が店番をしており、アイテムの買い取りの他、キノコと金を用意することでキノコ染めを行ってくれる。なお、「茶屋」とついているが、置いてある飲み物はコーラだけである。
山小屋
峠茶屋を超えた先にある山小屋。100万マネ積立達成でメイヤーから譲渡される。内部にはベッドや鏡に加え全種類のフィギュアを展示可能な棚がある。近くにはニワトリがおり、水を一定量与えるとニワトリの数が増加、ある程度増えるとたまごを産むようになる（低確率で銀や金のたまごが産まれる）。山小屋を越えた先にある看板は黄色キノコを食べた状態で調べると坂道滑りのミニゲームが遊べる（クリアするとハートが手に入る）。
チョモラン山
島の北にある活火山。小規模な地震が頻発している。中腹には望遠鏡やナナシくんの顔出しボードがある。
ナナシ花畑
チョモラン山の近くにある花畑。南国フラワーが群生しており、ヘンプーやレアな南国フラワーも生えている。付近はサルの生息地で、帰り道にサルに襲われることがある（遭遇するとコマンド入力形式の戦闘となり、負けると所持金の半額か消費アイテム1つを奪われる）。
ヨノハテ温泉
島の北西にある温泉。入口には崖があるためポックルはそのままでは登れない。キノコが多数生えている。
ヨノハテ地底湖
地震によって温泉の奥に出現した地底湖。内部の岩場は重みによって上下するため、さながらパズルのようになっている。最深部には釣り場があり、ここでは図鑑にも載っていない伝説の魚が釣れる。

## ナナシFM
ナナシ島には「ナナシFM放送局」というラジオ局があり、ゲーム中は基本的に「ナナシFM」から流れる音楽を聞くこととなる。ニュース、地震速報、宝くじの当選発表などが流されることもある。ポックルがラジオのスピーカーから遠ざかると、音楽のボリュームも小さくなる。
参加アーティスト/曲一覧
- Akino / Wertes Baum
- yet / right from wrong
- エイプリルズ / ASTRO
- ECHO MOUNTAIN / FREE SLOW
- oscillator / leftover fed
- Kaimy plants / Close Down
- 加古裕三 / pop_error song
- こまち / キンニャモニャ
- 小松真知子とタンゴクリスタル / EL LLORON
- THE WINSTONS / THE　WINSTONS'　SHOW
- The Travellers / Dig That Beat
- SIX SQUARES / Fruits of Love
- snoweffect / icicle
- FUZZ PROPOSAL / 増殖
- BOSSA 51 / 猫横丁
- moai / Nocturne
- MUMU / 役人#4
- REDNECK TRIO / SUN GOES DOWN
- 6nin / BOXBOX

## スタッフ
- ゲームデザイン - 横手佐代子、森山尋
- キャラクターデザイン - フリフリカンパニー
- 音楽 - 谷口博史
- ディレクター - 西健一
- プロデューサー - 宮本茂、鈴木浩司
- エグゼクティブプロデューサー - 岩田聡

## 備考
- 西健一は、本作の開発が決定しなかったら経営状況の悪化のためスキップの解散を考えていたと語っている[2]。本作以降もスキップは任天堂と組み、『ちびロボ!』などの作品をリリースしている。
- 「オトナ式」はネイティブ・アメリカンの大人になるための儀式「ビジョンクエスト」を参考に考案した[4]。

## 関連商品
- 『任天堂公式ガイドブック ギフトピア』小学館〈ワンダーライフスペシャル〉、2003年6月4日。ISBN 4-09-106108-7。
- 『ギフトピア ミンナノネガイ・カナウ・ホン』毎日コミュニケーションズ〈任天堂ゲーム攻略本 Nintendo DREAM〉、2003年5月30日。ISBN 4-8399-1134-7。
- 『ギフトピア あそびつくしガイド』エンターブレイン、2003年5月31日。ISBN 4-7577-1489-0。
- 『攻略＆ファンブック GIFTPIA BOOK（週刊ファミ通 2003年6月20日号増刊）』エンターブレイン、2003年5月16日。雑誌コード26459-6/20。 - 「ナナシFM」放送曲（全22曲）を収録した音楽CDが付属する。